# Paul-Armand Cardon de Garsignies
Paul-Armand Cardon de Garsignies, né à Lille le 14 janvier 1803 et mort à Soissons le 6 décembre 1860, est un prélat français, comte romain, évêque de Soissons de 1847 à 1860.

## Biographie
Paul-Armand-Ignace-Anaclet Cardon de Garsignies est le fils de Marie-Louis-Ignace Cardon de Garsignies et de Philippe-Joseph-Bibiane Rouvroy. Paul-Denis du Péage, auteur de biographies lilloises, le dit né le 24 nivôse an XI soit le 14 janvier 1803.
Marie-Louis-Ignace Cardon de Garsignies, son père, est écuyer et seigneur de Montreuil avant 1789, puis sous-préfet de l'arrondissement de Cambrai, chevalier de la Légion d'honneur, commandeur de l'ordre de Sainte-Anne en Russie.
Paul-Armand commence une carrière administrative avant de rentrer dans les ordres. Il effectue ses études de théologie à Rome.
Ordonné prêtre le 3 novembre 1833, il est chanoine de Soissons du 19 avril 1838 au 30 novembre 1843, puis vicaire général du diocèse de Soissons du 30 novembre 1843 au 18 novembre 1847.
Il est évêque de Soissons du 27 février 1848 à sa mort. Il est également évêque de Laon.
Paul-Armand Cardon de Garsignies fut l'un des premiers évêques à avoir rencontré Bernadette Soubirous à Lourdes, le 20 juillet 1858. Il entreprit ensuite des démarches auprès de Napoléon III, pour qu'il autorise l'ouverture de la grotte de Massabielle au public, alors interdite d'accès.
Il meurt le 6 décembre 1860 à Soissons, à l'âge de 57 ans.

## Distinction
- Chevalier de la Légion d'honneur (15 octobre 1851)[5]

## Iconographie
- Le musée Alexandre Dumas de Villers-Cotterêts conserve son portrait par A. Legrand (1849);
- L'Église Notre-Dame-de-l'Assomption de Beaufort-en-Santerre conserve son portrait (huile sur toile 237 x 170 cm)